# Fußballnationalmannschaft der Nördlichen Marianen (U-20-Männer)
Die U-20-Fußballnationalmannschaft der Nördlichen Marianen ist eine Auswahlmannschaft Fußballspielern von den Nördlichen Marianen, die der Northern Mariana Islands Football Association unterliegt.

## Geschichte
Die Mannschaft bestritt im August 2013 ihr erstes Länderspiel gegen Nordkorea. Auf die Teilnahme an der Qualifikation für die U19-Asienmeisterschaft 2014 verzichtete man aber noch. So nahm man erst ab der Qualifikation für das darauffolgende Turnier erstmals teil. Nachdem man hier keine einzigen Punkt erzielt hatte, zog man sich während der Qualifikation für das Turnier im Jahr 2018 von dieser zurück. Seitdem nahm die Mannschaft wieder an jeder Qualifikation teil, wartet jedoch immer noch auf seinen ersten Punkt hier.